# ويليام د. بويس
ويليام د. بويس (بالإنجليزية: William D. Boyce)‏ هو رائد أعمال وصحفي أمريكي، ولد في 16 يونيو 1858 في مقاطعة أليني في الولايات المتحدة، وتوفي في 11 يونيو 1929 في شيكاغو في الولايات المتحدة.

## وصلات خارجية
- ويليام د. بويس على موقع إن إن دي بي (الإنجليزية)